# Members Only
『Members Only』（メンバーズ・オンリー）は、河合奈保子の15作目のオリジナル・アルバム。1988年4月1日に日本コロムビアより発売された。規格品番は、LP：AF-7483、CD：32CA-2232。

## 概要
″MY SONG″ の3作目、シリーズ最後の作品となるコンセプト・アルバム。本作のタイトルには ″MY SONG Ⅲ″ と副題が付けられている。
先行シングルの「悲しい人」を収録。前々作『Scarlet』、前作『JAPAN as waterscapes』と同様に、プロデュースは作詞家の売野雅勇が担当し、全曲の作詞を吉元由美、作曲とエクゼクティブ・プロデュースは河合自身が務めている。
1984年の秋にコンサートが開かれた際に河合自身が名付けたバンド ″NATURAL″ と、コーラス担当の ″MILK″ を迎えて早いうちからスタジオでの作業を開始し、約4カ月をかけてリハーサルとレコーディングが行われた。河合は初めから、NATURALのメンバーと共にポップなアルバムを作りたいと決めていたという。
タイトルの「Members Only」には、″パーティーに集まった女性達がそれぞれの物語を語る″というコンセプトと、″河合奈保子がバンドと共に作り上げたアルバム″という二つの意味が込められている。

## 収録曲

### LP / CT
| 全作詞: 吉元由美（A-1を除く）、全作曲: 河合奈保子（A-1のみ永島広）。 |                                  |                       |                             |                            |      |
| #                                                                    | タイトル                         | 作詞                  | 作曲・編曲                  | 編曲                       | 時間 |
| 1.                                                                   | 「Overture」                     | 吉元由美（A-1を除く） | 河合奈保子（A-1のみ永島広） | 永島広・高橋千治 & NATURAL | 1:41 |
| 2.                                                                   | 「Girls Like a Party」           | 吉元由美（A-1を除く） | 河合奈保子（A-1のみ永島広） | 永島広 & NATURAL           | 3:32 |
| 3.                                                                   | 「ミックにOKと言ってくれ」       | 吉元由美（A-1を除く） | 河合奈保子（A-1のみ永島広） | 永島広 & NATURAL           | 4:34 |
| 4.                                                                   | 「サーフボードにハイビスカスを」 | 吉元由美（A-1を除く） | 河合奈保子（A-1のみ永島広） | 永島広 & NATURAL           | 4:06 |
| 5.                                                                   | 「アンカレッジ・コーリング」     | 吉元由美（A-1を除く） | 河合奈保子（A-1のみ永島広） | 永島広 & NATURAL           | 4:15 |
| 6.                                                                   | 「Dear John」                    | 吉元由美（A-1を除く） | 河合奈保子（A-1のみ永島広） | 高橋千治 & NATURAL         | 4:59 |

| #  | タイトル                            | 作詞 | 作曲・編曲 | 編曲               | 時間 |
| -- | ----------------------------------- | ---- | ---------- | ------------------ | ---- |
| 1. | 「GT天国」                          |      |            | 高橋千治 & NATURAL | 3:46 |
| 2. | 「メリルストリープ & サリンジャー」 |      |            | 高橋千治 & NATURAL | 3:55 |
| 3. | 「ローマでさよなら」                |      |            | 永島広 & NATURAL   | 4:10 |
| 4. | 「悲しい人」                        |      |            | 高橋千治 & NATURAL | 4:34 |
| 5. | 「パーティの後でもう一度」          |      |            | 永島広 & NATURAL   | 3:40 |

### CD
| 全作詞: 吉元由美（M-1を除く）、全作曲: 河合奈保子（M-1のみ永島広）。 |                                     |                       |                             |                            |      |
| #                                                                    | タイトル                            | 作詞                  | 作曲・編曲                  | 編曲                       | 時間 |
| 1.                                                                   | 「Overture」                        | 吉元由美（M-1を除く） | 河合奈保子（M-1のみ永島広） | 永島広・高橋千治 & NATURAL | 1:41 |
| 2.                                                                   | 「Girls Like a Party」              | 吉元由美（M-1を除く） | 河合奈保子（M-1のみ永島広） | 永島広 & NATURAL           | 3:32 |
| 3.                                                                   | 「ミックにOKと言ってくれ」          | 吉元由美（M-1を除く） | 河合奈保子（M-1のみ永島広） | 永島広 & NATURAL           | 4:34 |
| 4.                                                                   | 「サーフボードにハイビスカスを」    | 吉元由美（M-1を除く） | 河合奈保子（M-1のみ永島広） | 永島広 & NATURAL           | 4:06 |
| 5.                                                                   | 「アンカレッジ・コーリング」        | 吉元由美（M-1を除く） | 河合奈保子（M-1のみ永島広） | 永島広 & NATURAL           | 4:15 |
| 6.                                                                   | 「Dear John」                       | 吉元由美（M-1を除く） | 河合奈保子（M-1のみ永島広） | 高橋千治 & NATURAL         | 4:59 |
| 7.                                                                   | 「GT天国」                          | 吉元由美（M-1を除く） | 河合奈保子（M-1のみ永島広） | 高橋千治 & NATURAL         | 3:46 |
| 8.                                                                   | 「メリルストリープ & サリンジャー」 | 吉元由美（M-1を除く） | 河合奈保子（M-1のみ永島広） | 高橋千治 & NATURAL         | 3:55 |
| 9.                                                                   | 「ローマでさよなら」                | 吉元由美（M-1を除く） | 河合奈保子（M-1のみ永島広） | 永島広 & NATURAL           | 4:10 |
| 10.                                                                  | 「悲しい人」                        | 吉元由美（M-1を除く） | 河合奈保子（M-1のみ永島広） | 高橋千治 & NATURAL         | 4:34 |
| 11.                                                                  | 「パーティの後でもう一度」          | 吉元由美（M-1を除く） | 河合奈保子（M-1のみ永島広） | 永島広 & NATURAL           | 3:40 |
| 合計時間:                                                            | 合計時間:                           | 合計時間:             | 43:18                       |                            |      |

## 参加ミュージシャン
- ベース - 山村隆男
- キーボード - 逸見良造、高橋千治
- ドラム - 田口隆一
- サックス - 下川英雄
- パーカッション - 梶原哲也
- ギター - 永島広
- コーラス - Milk（宮島律子、宮島理絵）、高橋千治、永島広

## 参考資料
- 『NAOKO PREMIUM』（解説:土屋信太郎）河合奈保子、日本コロムビア、2007年12月19日。COCP-34705。
- 『NAOKO PREMIUM Disc15・Members Only』（ライナーノーツ）河合奈保子、日本コロムビア、2007年12月19日。COCP-34718。